# 吉林陨石雨

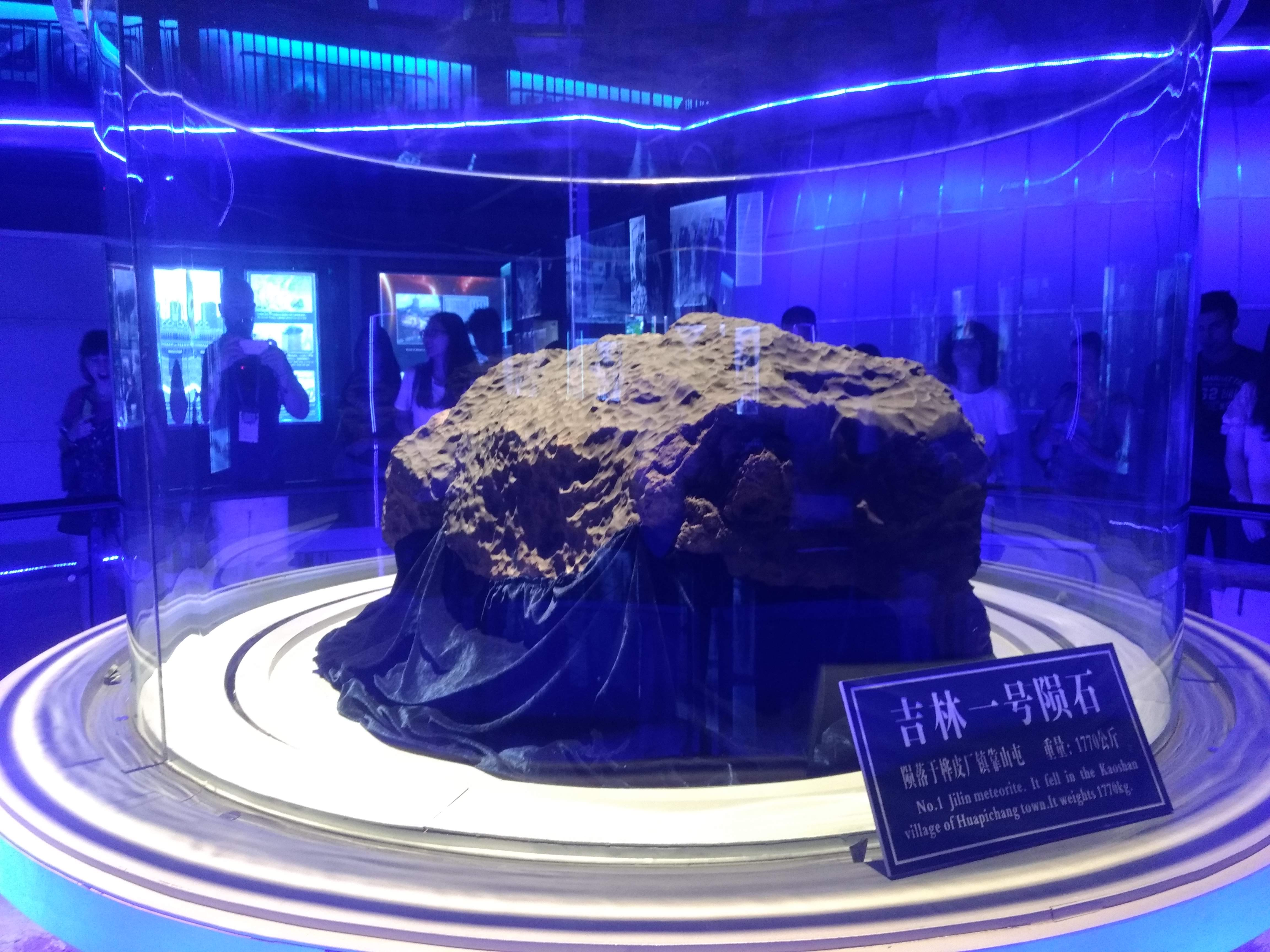
吉林陨石雨

吉林陨石雨是1976年3月8日15时许发生在中华人民共和国吉林市北郊的一次流星雨天文事件。
在一阵隆隆声之后，吉林市郊区和永吉县、蛟河县部分公社达五百平方公里的范围内，散落下很多大大小小的陨石块。事后收集到完整的陨石有一百多块，共重2吨多；其中最大的一块陨石“吉林1号”降落在永吉县桦皮厂公社（今属昌邑区）靠山十队田地里。落地时一声巨响，溅起数十米高的蘑菇状烟柱，并且砸穿冻土层，形成一个6.5米深，直径2米的坑。而这块陨石重达1770千克，屬於H球粒隕石，是世界上已知最重的石陨石，现陈列于吉林市博物馆。在这次事件中，收集到的陨石总重量达2吨以上。陨石雨降落时没有造成人员傷亡。